# Ernest Renan
Joseph Ernest Renan (Tréguier, Côtes-d'Armor, 27 de febrero de 1823-París, 2 de octubre de 1892) fue un escritor, filólogo, filósofo, arqueólogo e historiador francés.
Destacó principalmente por sus controvertidas obras sobre Jesús de Nazaret (Vida de Jesús) y el cristianismo primitivo, así como por sus polémicas teorías acerca de los pueblos semitas y el islamismo, los tipos de razas y el concepto «espiritual» de nación. Según Pierre-André Taguieff, Renan es «el verdadero fundador del antisemitismo erudito (o antisémitisme savant) en Francia, un antisemitismo no político, estrictamente especulativo, que no hace ningún llamamiento a una persecución».

## Datos biográficos

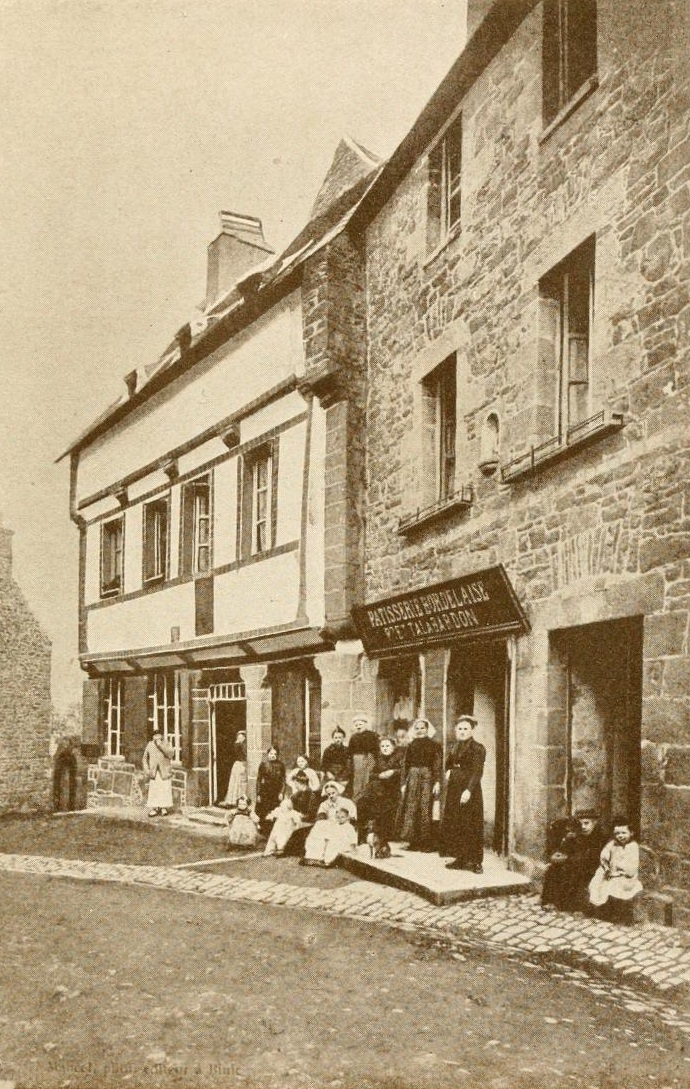
A la izquierda, casa natal de Ernest Renan hacia 1905. Construida a finales del siglo XVI, esta vivienda típica de la arquitectura bretona fue adquirida en 1780 por el abuelo paterno del escritor, quien vivió en ella hasta la edad de 15 años. En 1947, fue rehabilitada y convertida en museo, inaugurado por Édouard Herriot (presidente de la Asamblea Nacional) el 20 de julio de ese año.

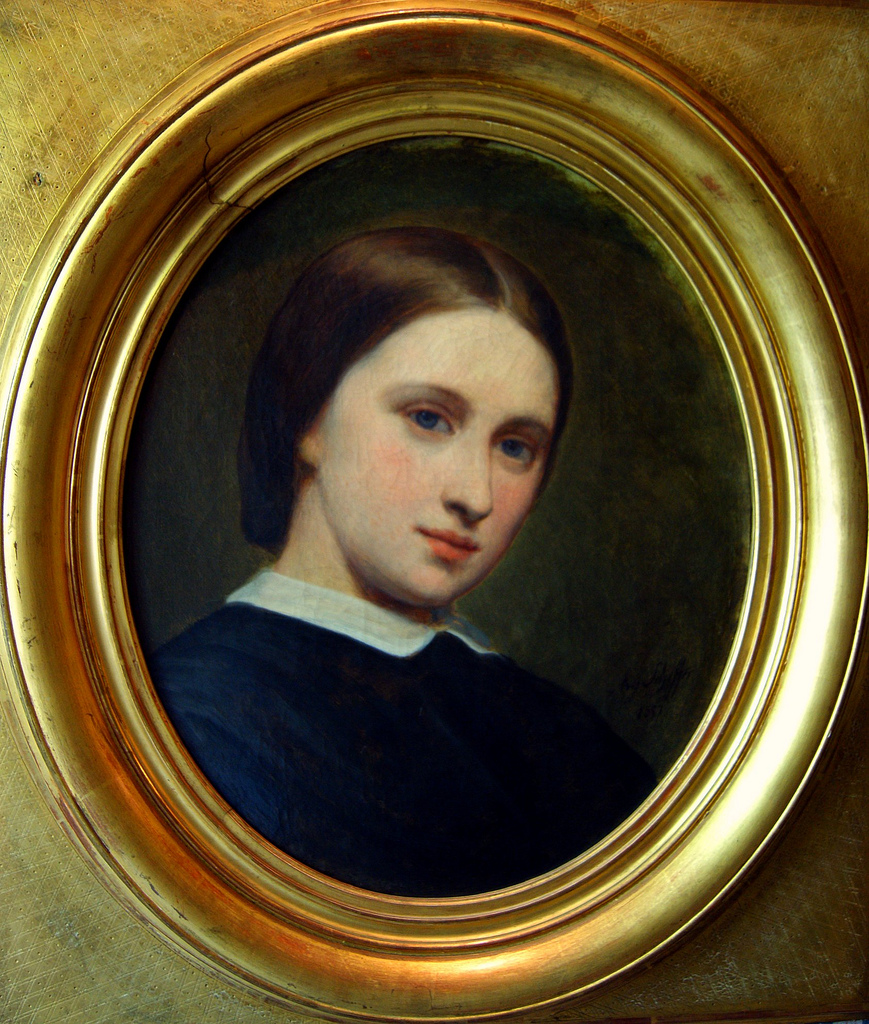
Ary Scheffer. Retrato de Cornélie Scheffer, esposa de Renan. Óleo sobre lienzo. Museo de la Vida Romántica, en París. «Hemos visto juntos Éfeso y Antioquía, Filipos y Tesalónica, Atenas y Corinto, Colosas y Laodicea. Nunca, en estas rutas difíciles y peligrosas, la he oído murmurar…»

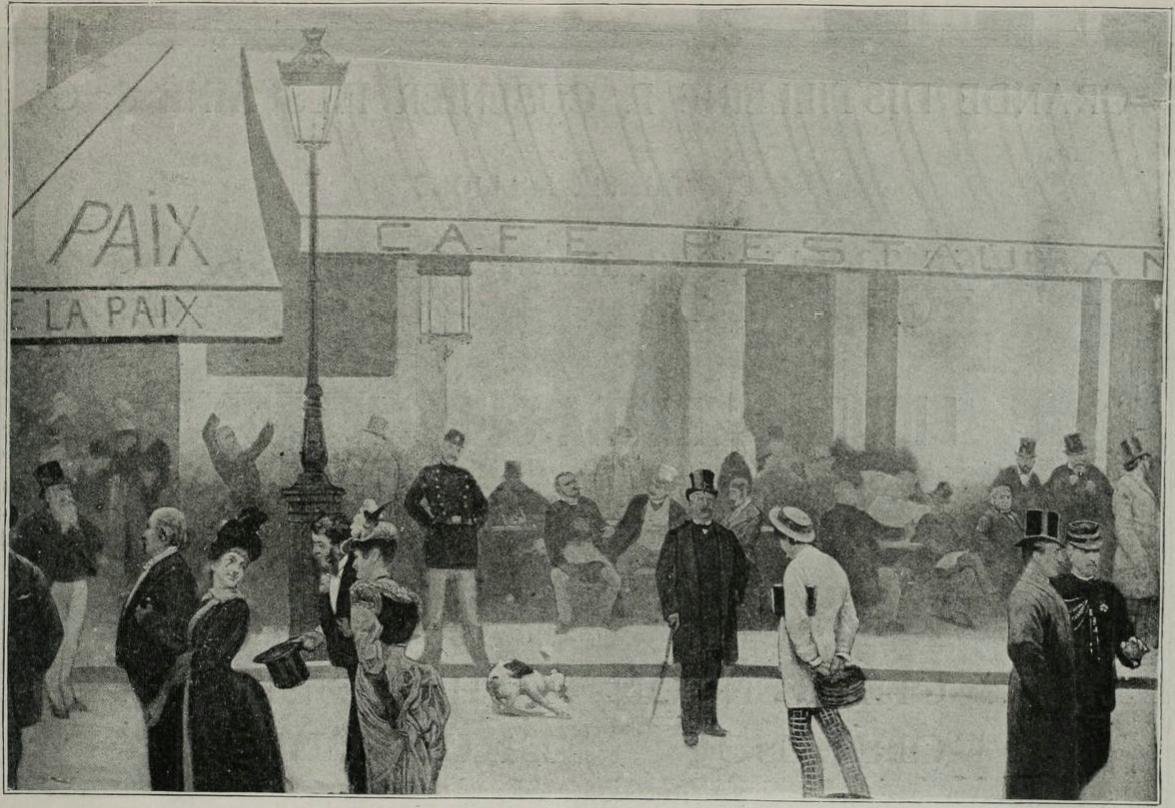
Charles Castellani. Plancha del folleto explicativo Tout-Paris presentado en la Exposición Universal de 1889. Aparecen en la imagen
Jean-Louis-Ernest Meissonier, Charles Marie René Leconte de Lisle, mademoiselle Dorian, Noël Madier de Montjau, Jules Cornély, Baron de Vaux, Charles Prévet, Hélie de Sagan, Jean Sarrazin, Ernest Renan, Édouard Detaille, el coronel Lichtenstein y Alexis Bouvier.

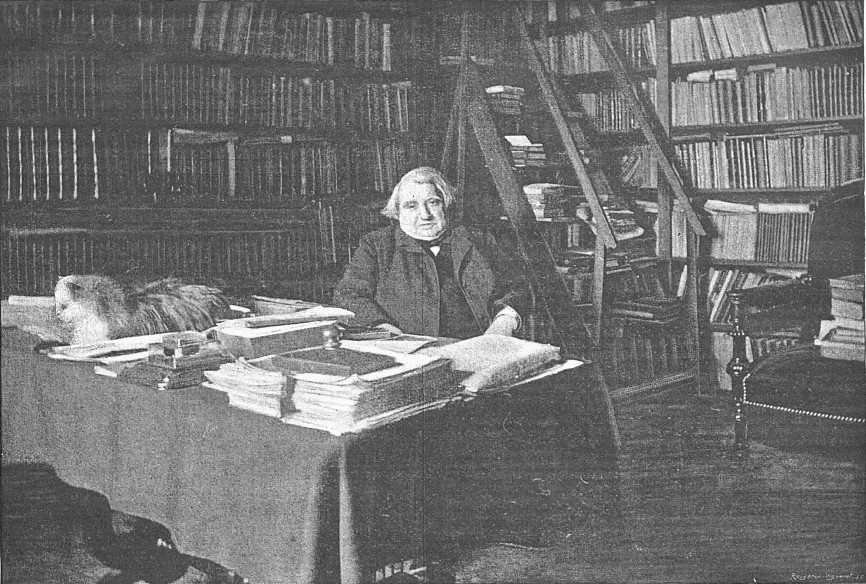
Dornac (seudónimo del fotógrafo francés Paul François Arnold Cardon). Ernest Renan en su despacho. La vasta colección de libros que aparecen en la imagen, junto con los 167 volúmenes de manuscritos de sus obras, fueron legados por el autor a la Biblioteca Nacional de Francia.

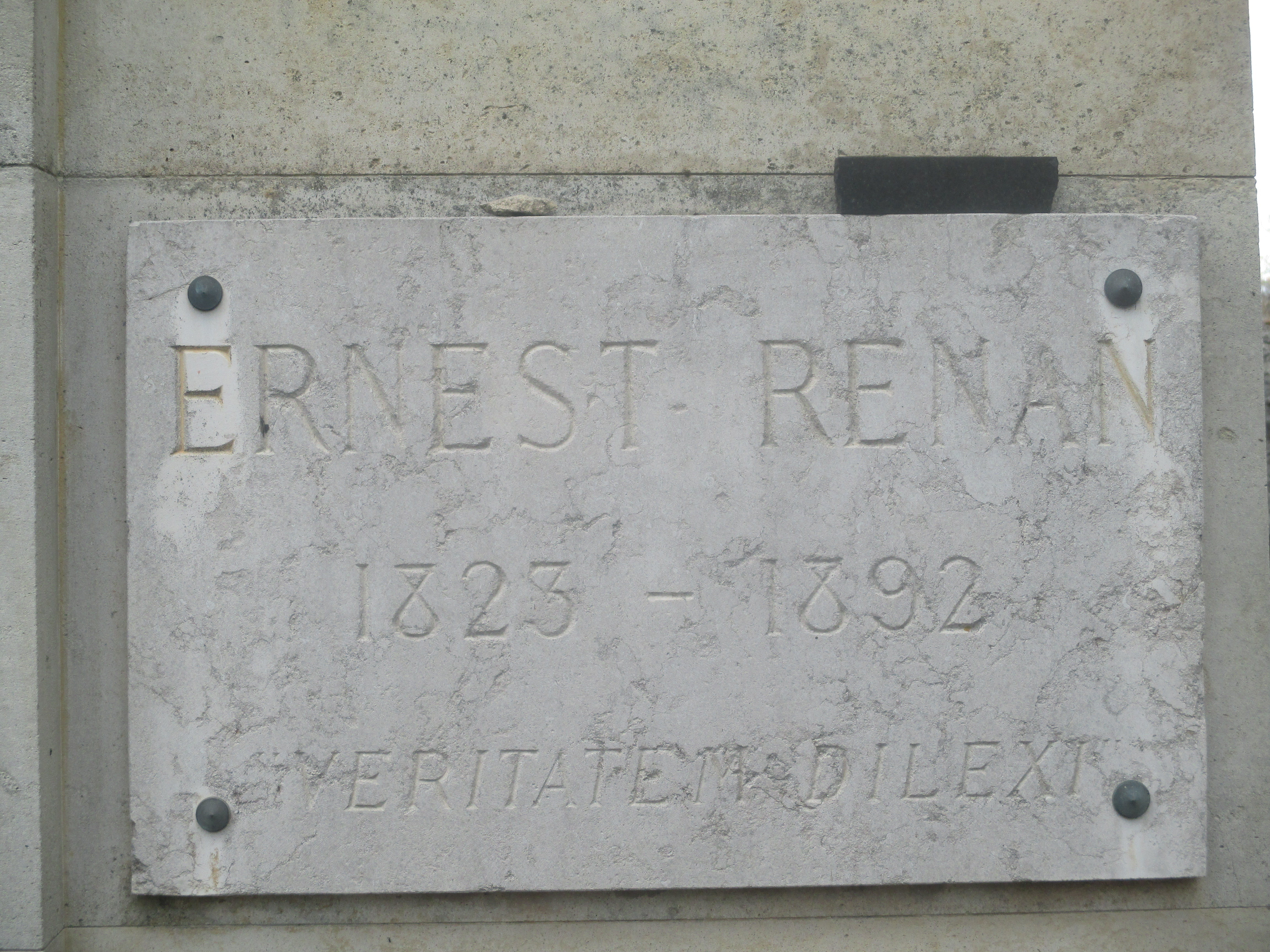
Detalle de la capilla funeraria de Ernest Renan y Ary Scheffer en el Cementerio de Montmartre de París. En un primer momento —dejado por imposible su nostálgico deseo de recibir sepultura en el claustro de la catedral de Tréguier—, se planteó la posibilidad de que fuera enterrado en el Panteón; pero ante las dificultades surgidas y por expreso deseo de su viuda, Cornélie-Henriette, lo fue definitivamente en la cripta de los Scheffer en Montmartre.
Inscripción:
ERNEST RENAN
(1823 — 1892)
VERITATEM DILEXI
(ME ENCANTÓ LA VERDAD).

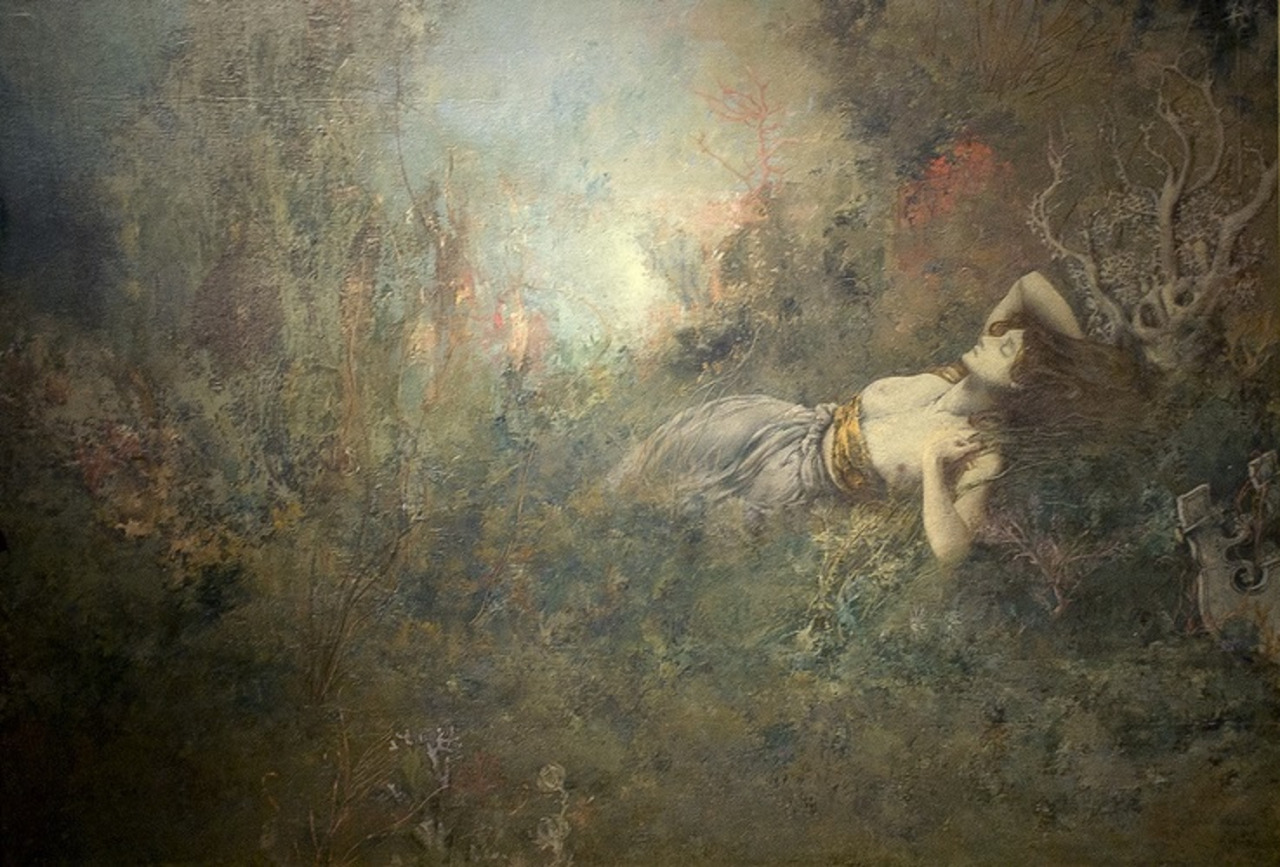
Ary Renan. Sapho, 1893. Óleo sobre lienzo, 56 x 80 cm. Museo Ernest Renan, Tréguier (Bretaña).

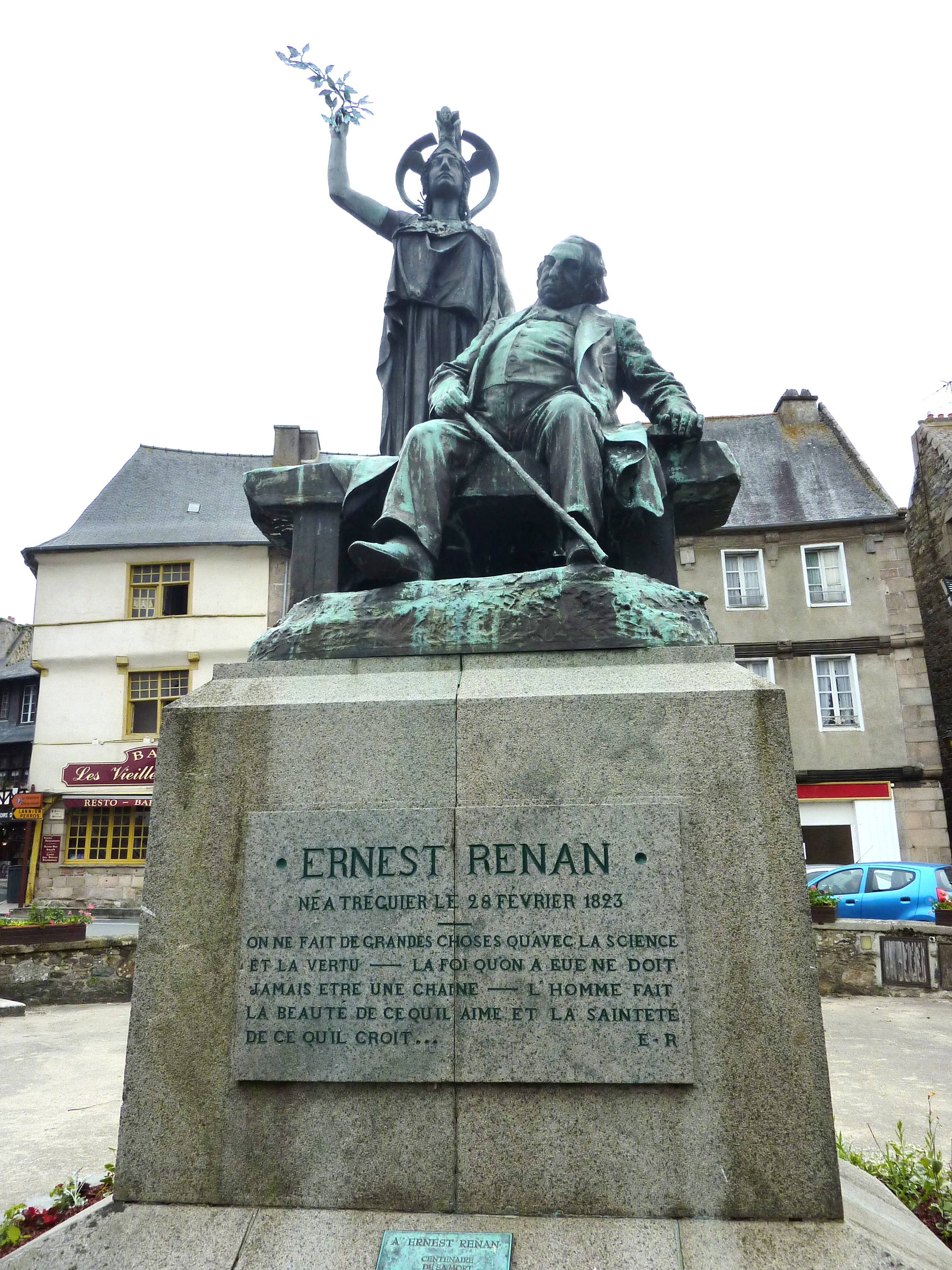
Monumento a Ernest Renan en la Plaza de Martray de Tréguier, del escultor Jean Boucher. Una fuerte controversia acompañó a su inauguración el 13 de septiembre de 1903. Particularmente, su emplazamiento junto a la catedral, así como la imagen de Atenea levantando los brazos para coronar a Renan, fueron interpretados como un desafío al catolicismo. El cabildo local erigió el denominado Calvario de Reparación como «símbolo de la Iglesia ultramontana triunfante». Asistieron al acto Anatole France, Camille Pelletan, Henri Brisson, Jean Jaurès, Émile Combes, Pierre Waldeck-Rousseau, el general Louis André…
Inscripción:
ERNEST RENAN
NÉ A TRÉGUIER LE 28 FEVRIER 1823
ON NE FAIT DE GRANDES CHOSES QU'AVEC LA SCIENCE
ET LA VERTU — LA FOI QU'ON A EUE NE DOIT
JAMAIS ETRE UNE CHAINE — L'HOMME FAIT
LA BEAUTÉ DE CE QU'IL AIME ET LA SAINTETÉ
DE CE QU'IL CROIT…
E · R
(NO SE HACEN GRANDES COSAS MÁS QUE CON LA CIENCIA Y LA VIRTUD — LA FE QUE SE HA TENIDO NO DEBE SER NUNCA UNA CADENA — EL HOMBRE CONSTRUYE LA BELLEZA DE LO QUE AMA Y LA SANTIDAD DE LO QUE CREE…)

Su padre Philibert, ferviente republicano, fue un antiguo patrón de pesca de altura venido a menos que murió arrastrado por un golpe de mar cuando él tenía cinco años, por lo que fue criado entre su madre —hija de un hombre de negocios de ideas monárquicas, originaria de la vecina comuna de Lannion— y su hermana Henriette-Marie, doce años mayor que él. Inicia la carrera eclesiástica en el seminario de Tréguier (1832-1833), donde se le tiene por un alumno «dócil, paciente, diligente, meticuloso y exacto».
1828
Tras el fallecimiento de su padre, se traslada a vivir con su madre y su hermana a la casa de su abuela materna, ubicada en el n.º 12 de la antigua rue de l'Allée de Lannion, actual Avenue Ernest Renan, donde residen hasta 1831.
En cursos posteriores, pasa por los de Saint-Nicolas-du-Chardonnet (septiembre de 1838-1841; gracias a una beca conseguida por su hermana Henriette) —un centro situado en la actual Maisón de la Mutualité, donde la joven aristocracia católica convive con los estudiantes más aventajados—, Issy-les-Moulineaux (octubre de 1841-1843) y Saint-Sulpice (1843-6 de octubre de 1845), considerado por Renan como «una escuela de virtud».
Pero una profunda crisis religiosa (cuya influencia se hará visible en varias generaciones de intelectuales franceses hasta el comienzo de la Gran Guerra) le hace abandonarla.
Se siente atraído entonces por los sistemas filosóficos de Thomas Reid, Nicolas Malebranche, Friedrich Hegel, Immanuel Kant…
Pese a seguir despertándole «cierta ternura» (Renan no fue nunca una persona profundamente convencida de sus principios teológicos: su fe procede más bien de ciertas emociones infantiles y, sobre todo, de un idealismo religioso típicamente celta, del que el filósofo nunca tratará de liberarse), Jesús ha dejado de ser el Dios-hombre de su niñez y los Evangelios se han convertido para él en «biografías legendarias».

Rechazamos lo sobrenatural por la misma razón que nos hace rechazar la existencia de los centauros y los hipogrifos: esta razón es que nunca se ha visto ninguno. No es porque me haya sido previamente demostrado que los Evangelios no merecen crédito por lo que rechazo los milagros que cuentan. Es porque cuentan milagros por lo que digo: «Los Evangelios son leyendas; pueden contener historia, pero ciertamente no todo en ellos es histórico».

Renan, Ernest (1968). Vida de Jesús. Madrid: EDAF. p. 19. [trad. de Agustín García Tirado].

Tras una breve estancia en el Colegio Stanislas de París, recibe alojamiento y comida gratis a cambio de dos horas de clase diarias en el liceo Enrique IV, lo que le deja tiempo suficiente para preparar el examen de acceso a la Universidad La Sorbona, estudiar hebreo, árabe, siriaco y sánscrito, trabajar en la Biblioteca Nacional (Departamento de Manuscritos) o entablar cierta amistad con el químico e historiador Marcelín Berthelot.
1848-1849
Escribe en la revista filosófica y literaria La Liberté de Penser (1847-1851), en la que colaboran, entre otros, Charles Baudelaire, Jules Michelet, Eugène Sue, Jules Simon, Adolphe Thiers y Gustave Vapereau.
Hacia 1849, comienza la redacción de L'Avenir de la Science (Pensées de 1848) [Ρaris: Calmann-Lévy, Éditeurs; 1890], en la que el autor —siguiendo las indicaciones de Augustin Thierry— rechaza ya cualquier atisbo de posible relación con lo sobrenatural (que reduce a un simple fenómeno psicológico vinculado al poder de sugestión de los taumaturgos del Antiguo Oriente), basado en un férreo determinismo antropológico y una consideración casi religiosa de la Ciencia positiva, trazando así las líneas teóricas de todo su futuro trabajo intelectual.
A mediados de la siguiente década, empieza a colaborar en las revistas Revue des Deux Mondes (1851) y Journal des Débats (1853), cuyos artículos aparecerán recopilados más tarde en Études d'Histoire Religieuse [Ρaris: Michel Lévy Frères, Libraires-Éditeurs; 1857] y Essais de Morale et de Critique [Ρaris: Michel Lévy Frères, Libraires-Éditeurs; 1859].
El 11 de septiembre de 1856, contrae matrimonio con Cornélie-Henriette Scheffer, hija del pintor Henry Scheffer, con la que tiene tres hijos: Ary (pintor simbolista y escritor, cofundador en 1899 de la denominada Ligue des Bleus de Bretagne, de carácter anticlerical. Al año siguiente, murió sin descendencia), Ernestine (París, 10 de mayo de 1860-marzo de 1861) y Noémie, quien a su vez se casará en 1882 con el escritor y erudito francés de padres griegos Jean Psichari (Odesa, 1854-1929).
De esta relación, nacen sus hijos Ernest (1883-1914), conocido militar y escritor converso al catolicismo, Henriette [Revault d'Allonnes] (1884-1972), Michel (1887-1917. Contrajo matrimonio con Suzanne Thibault, hija de Anatole France) y Madeleine [Siohan] Psichari (1894-1982).

[La conversión en 1913 del nieto de Renan, Ernest Psichari,] sería entendida por muchos como el desquite de la nueva generación respecto a la anterior positivista.

Sánchez Costa, Enrique (2014). El resurgimiento católico en la literatura europea moderna (1890-1945). Madrid: Encuentro. p. 41. ISBN 9788490550373.

En 1849-1850 y 1860-1861 (patrocinada por Napoleón III), interviene en otras tantas campañas arqueológicas por Italia (Roma, Florencia, Venecia y Padua; mientras prepara su tesis doctoral sobre Averroes y el averroísmo, que publica por primera vez en 1852), Egipto y Oriente Próximo (Tiro, Sidón, Arwad…)
Durante esta última, el 24 de septiembre de 1861, fallece de paludismo su hermana Henriette-Marie en la ciudad libanesa de Amchit, cerca de Gebal, la antigua Biblos, donde fue sepultada. Ernest, también muy enfermo, es trasladado semiinconsciente a Beirut y conducido de regreso a Francia.
De este momento, proceden al menos nueve piezas de notable interés arqueológico, donadas por Renan al Museo del Louvre, en el que se exponen de forma permanente.
1861
El 2 de diciembre, toma posesión de la cátedra de Lengua hebrea, caldea y siriaca del Collège de France, a la que venía aspirando desde 1857. La lección inaugural versó sobre el papel de los pueblos semitas en la historia de la civilización y, efectivamente, se convirtió en «una batalla» (a Flaubert).
El texto apareció en el Journal des Débats acompañado de un artículo de Prévost-Paradol el 25 de febrero de 1862, provocando la furia del partido clerical y la inmediata suspensión del curso. Al día siguiente, Renan recibe una carta del ministro de Instrucción Gustave Rouland en la que le notifica la citada suspensión por no respetar el compromiso formal de excluir de su enseñanza «toda opinión personal contraria a los principios fundamentales de la religión cristiana».

Renan, el autor del necio e impío romance titulado «Vida de Jesús», en que se escarnecía al Salvador del mundo y se excusaba a Judas, no solo era tolerado sino asalariado por el gobierno de Napoleón III.

Ortiz Urruela, J. Antonio (1871). Consideraciones sobre los sucesos contemporáneos de la Francia. México. p. 161.

1863
En enero, es elegido miembro de la Academia Prusiana de las Ciencias, también conocida como Academia de Berlín. Fueron nombrados en la misma sesión, entre otros, James Young Simpson, de Edimburgo; Theodor Schwann, de la Universidad de Lieja; Jacob Grimm, de Berlín; y Max Müller, de Cambridge.
Tras la definitiva aparición de la Vie de Jésus la mañana del 24 de junio, se ve obligado a abandonar el Collège de France, siendo sustituido al año siguiente por el erudito francés de origen prusiano Salomon Munk.
En Sens, Marsella, Montauban, Lyon…, obispos y arzobispos condenan un libro que los fieles no deberán «leer [ni] conservar [ni] vender [ni] prestar».
Frecuenta en Saint-Gratien el salón de la princesa Matilde Bonaparte, un círculo político y literario por el que desfilaron a lo largo de tres generaciones Sainte-Beuve, Taine, Flaubert, Gautier, Pasteur, los hermanos Goncourt…
1864-1865
El 2 de marzo de 1864, dado que el ritmo de ventas de la primera edición va disminuyendo, Michel Lévy lanza una tirada popular de la que se suprimen varios pasajes originales.
Viaja por la antigua Fenicia (Mission de Phénicie; 1864), Egipto (Les Antiquités et les Fouilles d'Égypte; abril de 1865), Damasco, Antioquía, Asia Menor y Grecia (Micenas, Corinto, Atenas…), donde compone su celebrada Prière sur l'Acropole.
1869
Como político independiente, opta al cargo de diputado por el departamento de Seine-et-Marne, que no llega a conseguir.
1870
Viaja por el mar del Norte con el príncipe Jerónimo Napoleón Bonaparte II. Estando en Noruega, recibe la noticia de la declaración de guerra entre Francia y Prusia.
El mismo año, expresa sus puntos de vista liberales en el texto La Monarchie Constitutionnelle en France [Ρaris: Michel Lévy Frères, Libraires-Éditeurs; 1870]; mantiene correspondencia con el teólogo alemán David Friedrich Strauss.
1871
Comienza Dialogues et Fragments Philosophiques [Paris: Calmann-Lévy, Éditeurs; 1876], inspirados en la derrota de Sedán de 1870 y la denominada Comuna de París.
1877
Es investido oficial de la Legión de Honor. El mariscal Mac Mahon se negaba a firmar el correspondiente decreto del ministro de Instrucción Agénor Bardoux, por lo que el nombramiento se demoró un año.
1878
El 13 de junio, es elegido miembro de la Academia Francesa, en la que ocupa la silla 29, vacante tras el fallecimiento en febrero de ese año de Claude Bernard. Pronuncia su discurso de ingreso el 3 de abril de 1879, siendo recibido por Alfred Mézières.
Su defensa del «[…] viejo espíritu francés contra injustos reproches que vienen tan a menudo de nuestra casa como de la vuestra» produjo tal revuelo tanto en Francia como en Alemania que el flamante académico tuvo que explicar el verdadero alcance de sus palabras mediante un artículo en el Journal des Débats titulado Lettre à un Ami d'Allemagne.
Realiza su segundo viaje a Oriente Próximo.
1879
Vuelve a Italia en varias ocasiones.
1880
Invitado por el Patronato de la Fundación Hibbert y la Royal Institution, imparte una serie de conferencias en Londres sobre el origen del cristianismo.
1883
Es designado «administrador» del Collège de France.
1884
Es nombrado comendador de la Legión de Honor.
1885-1892
Renan y su familia pasan los meses de verano en la vivienda de Rosmapamon («La colina de los hijos de Amón»), en Perros-Guirec —Côtes-d'Armor—. Su nieto Ernest la describe como «[…] una casa muy sencilla, muy agradable, con un jardín encantador con vistas al mar, sobre una colina sombreada de raquíticos pinos, bordeados por una hilera de árboles verdes, […] de un misterio penetrante».
1888
Es ascendido al grado de gran oficial de la Legión de Honor.
El 4 de noviembre, otorga testamento. Entre otras disposiciones sobre su obra, el autor expresa su voluntad de que sea su esposa, Cornélie-Henriette, la encargada tras su fallecimiento de la edición de un «pequeño volumen de recuerdos de mi hermana Henriette. […] la persona que más ha influido en mi vida».
c. 1890-1892
Sus últimos criterios se caracterizan por un cierto «diletantismo místico» («No se puede tachar a Renan de escepticismo ni en esta etapa [c. 1848] ni más tarde») que, en todo caso, no parece afectar excesivamente al conjunto de sus ideas.
Lo mismo piensa al respecto Anatole France:

De hecho, Renan, a lo largo de su vida, cambió poco.

Muerte y funeral de Estado

[…] el 29 de septiembre, se puso muy grave; los médicos nos quitaron cualquier esperanza. Una dolorosa operación lo habría aliviado solo unas horas. Los días siguientes fueron tranquilos; volvió un poco el descanso, pero las fuerzas flaqueaban. Nuestro querido padre, que sin duda veía llegar el fin, nos hablaba mucho, con una voz suave y fuerte; no de él: nos decía que tuviésemos ánimo, que confiáramos en el porvenir. Nos sonreía, agradecido…

Finalmente, el domingo, al amanecer, sentimos debilitarse su respiración hasta detenerse, sin movimiento alguno, sin el más mínimo dolor, como una lámpara que se apaga.

Carta de Ary Renan a su prima Marie (Île-de-Bréhat). París (Collège de France), 12 de octubre de 1892.

Tras fallecer el 2 de octubre, se instala la capilla ardiente en el vestíbulo del Collège de France. El futuro presidente de la Asamblea Nacional Édouard Herriot lo recuerda así:

Yo tenía veinte años y había visto la invitación a los funerales en el tablón de anuncios de la Escuela Normal. Bajo un velo de tul salpicado de estrellas de plata, entre lanceros, vi llegar las delegaciones de los grandes cuerpos civiles del Estado. El féretro de forma antigua reposaba bajo un dosel; la luz verde de las lámparas apaciguaba el resplandor de las velas. La juventud universitaria había enviado coronas de flores. Escuché los discursos de Léon Bourgeois, de Boissier, de Alexandre Bertrand, de Gaston Paris. Finalmente, el cortejo fúnebre, escoltado por dos secciones de artillería, se puso en marcha. Sus armas golpeaban ruidosamente el pavimento. Me sorprendió que un gran desfile militar hubiese parecido la mejor manera de homenajear a un hombre al que, según su madre, un pobre ratón le impedía dormir.

Epitafio

NUESTRO PENSAMIENTO SE ATREVE A ESCUDRIÑAR LA MENTE DE DIOS
DESCUBRE ENTONCES CON ORGULLO
QUE SOMOS MÁS SABIOS QUE LOS ÁNGELES

### Ancestros
| Alain Renan (n. 10 ene. 1809) Henriette-Marie Renan (22 jul. 1811-24 sep. 1861) Joseph Ernest Renan (28 feb. 1823-2 oct. 1892) | Padre: Philibert François Renan (7 abr. 1774-jul. 1828)    | Abuelo paterno: Alain Renan (24 jul. 1738-31 mar. 1818)                                                           | Bisabuelo paterno: Pierre Renan (n. 1704)               |
| Alain Renan (n. 10 ene. 1809) Henriette-Marie Renan (22 jul. 1811-24 sep. 1861) Joseph Ernest Renan (28 feb. 1823-2 oct. 1892) | Padre: Philibert François Renan (7 abr. 1774-jul. 1828)    | Abuelo paterno: Alain Renan (24 jul. 1738-31 mar. 1818)                                                           | Bisabuela paterna: [?]                                  |
| Alain Renan (n. 10 ene. 1809) Henriette-Marie Renan (22 jul. 1811-24 sep. 1861) Joseph Ernest Renan (28 feb. 1823-2 oct. 1892) | Padre: Philibert François Renan (7 abr. 1774-jul. 1828)    | Abuelas paternas: Marguerite Renée Le Maître (1738-22 may. 1785) Marie Jeanne Le Saint (9 oct. 1768-21 ene. 1806) | Bisabuelos paternos: [?]                                |
| Alain Renan (n. 10 ene. 1809) Henriette-Marie Renan (22 jul. 1811-24 sep. 1861) Joseph Ernest Renan (28 feb. 1823-2 oct. 1892) | Padre: Philibert François Renan (7 abr. 1774-jul. 1828)    | Abuelas paternas: Marguerite Renée Le Maître (1738-22 may. 1785) Marie Jeanne Le Saint (9 oct. 1768-21 ene. 1806) | Bisabuelas paternas: [?]                                |
| Alain Renan (n. 10 ene. 1809) Henriette-Marie Renan (22 jul. 1811-24 sep. 1861) Joseph Ernest Renan (28 feb. 1823-2 oct. 1892) | Madre: Magdeleine-Joseph Feger-Lasbleiz (7 jun. 1783-1868) | Abuelo materno: Joseph-Marie Féger (m. dic. 1790)                                                                 | Bisabuelo materno: Yves Féger                           |
| Alain Renan (n. 10 ene. 1809) Henriette-Marie Renan (22 jul. 1811-24 sep. 1861) Joseph Ernest Renan (28 feb. 1823-2 oct. 1892) | Madre: Magdeleine-Joseph Feger-Lasbleiz (7 jun. 1783-1868) | Abuelo materno: Joseph-Marie Féger (m. dic. 1790)                                                                 | Bisabuela materna: Françoise Hamon (m. 25 abr. 1772)    |
| Alain Renan (n. 10 ene. 1809) Henriette-Marie Renan (22 jul. 1811-24 sep. 1861) Joseph Ernest Renan (28 feb. 1823-2 oct. 1892) | Madre: Magdeleine-Joseph Feger-Lasbleiz (7 jun. 1783-1868) | Abuela materna: Claire-Jeanne-Gillette Cadillan                                                                   | Bisabuelo materno: Arnaud Cadillan                      |
| Alain Renan (n. 10 ene. 1809) Henriette-Marie Renan (22 jul. 1811-24 sep. 1861) Joseph Ernest Renan (28 feb. 1823-2 oct. 1892) | Madre: Magdeleine-Joseph Feger-Lasbleiz (7 jun. 1783-1868) | Abuela materna: Claire-Jeanne-Gillette Cadillan                                                                   | Bisabuela materna: Marie-Anne Gautier (m. 24 ago. 1762) |

## Pensamiento

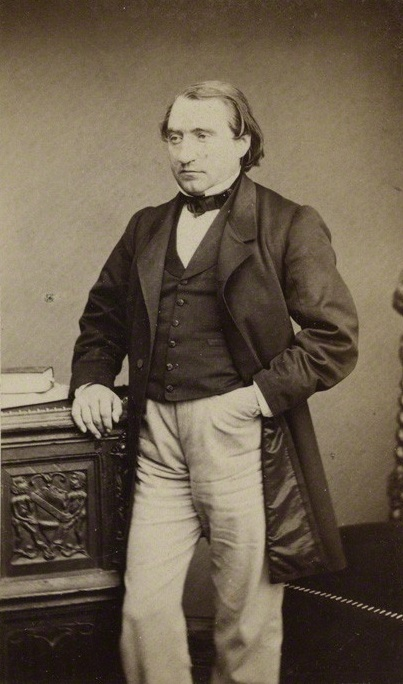
Ernest Renan. Años 1860.

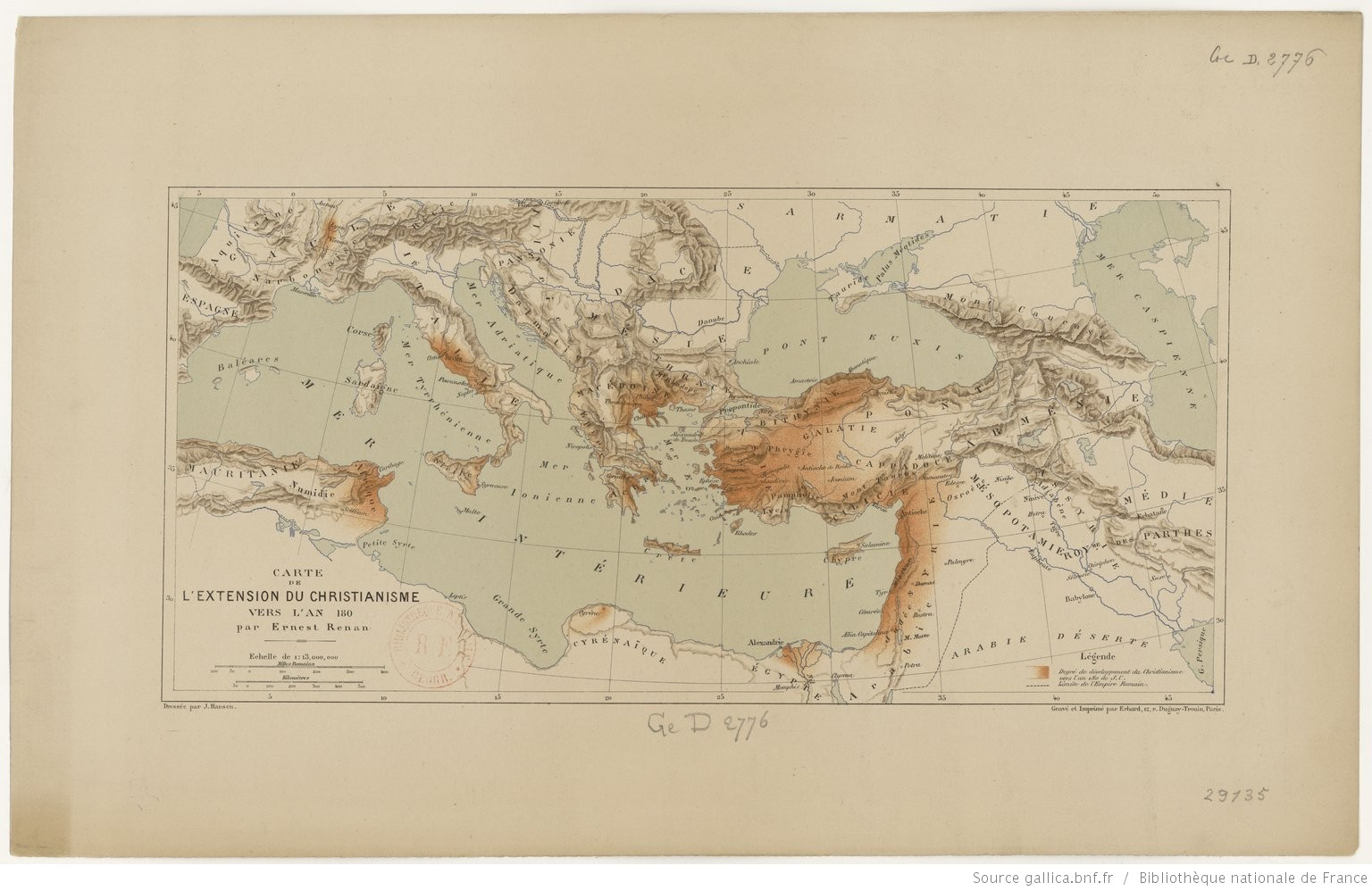

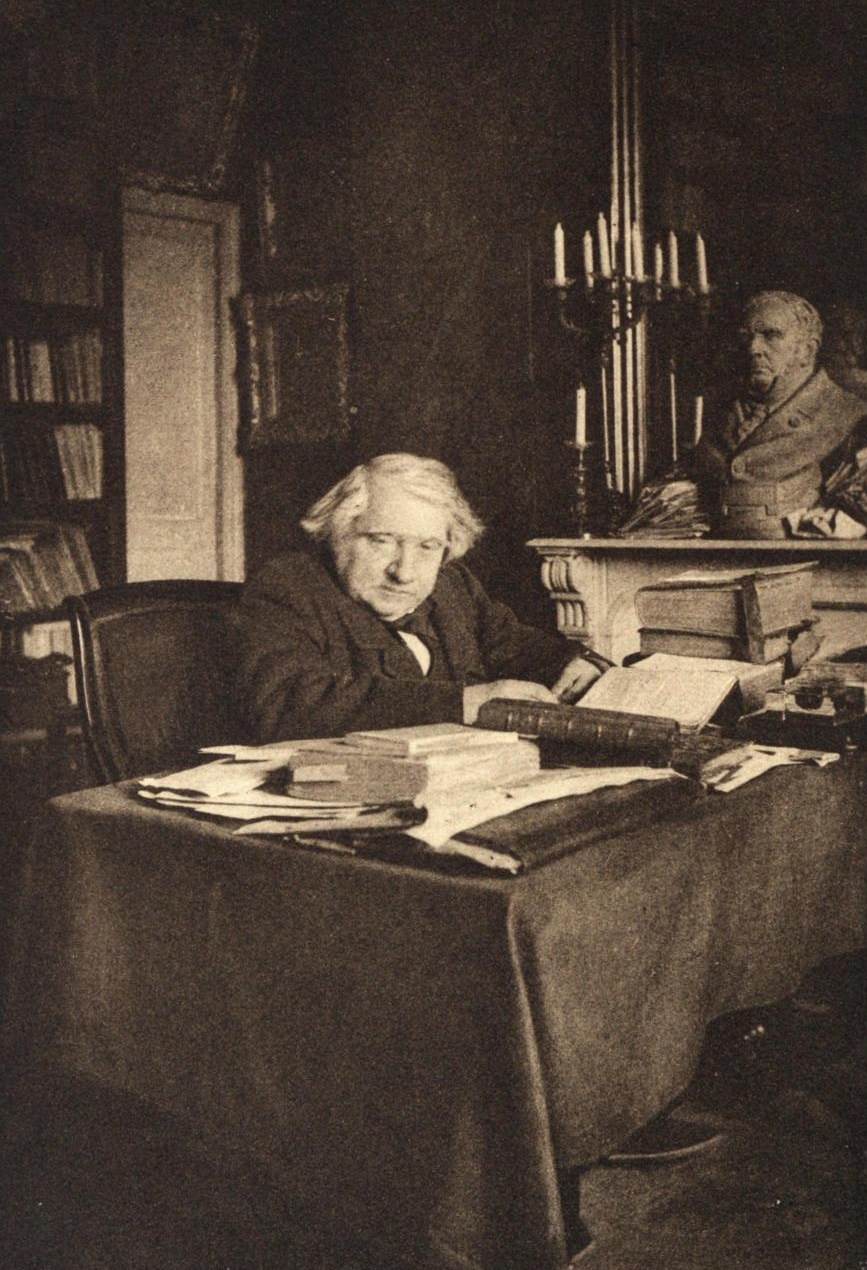
Renan en su despacho del Collège de France, donde residirá desde mayo de 1883. Tras los enfrentamientos que le obligan a dejar la cátedra de Lengua hebrea, caldea y siriaca en 1863, es readmitido en diciembre de 1870.

Desde una perspectiva estrictamente racionalista, aborda la denominada «búsqueda del Jesús histórico» en su Vie de Jésus (París, 24 de julio de 1863), escrita —o comenzada al menos— durante su estancia en Ghazir (Líbano) hacia 1860-1861, y en la que el autor ofrece una interpretación del Nuevo Testamento libre de toda referencia sobrenatural y una visión de Jesús como «un hombre incomparable, tan grande que no me gustaría contradecir a aquellos que, impresionados por el carácter excepcional de su obra, lo llaman Dios». Esta publicación, en la que niega la divinidad de Jesucristo y, por ende, su resurrección, le obliga a dejar el Collège de France, donde se producen violentas manifestaciones que amenazan con suspender su actividad (el Gobierno imperial le ofrece a cambio la dirección de la Biblioteca Nacional, que rechaza), a la vez que le vale el apelativo de «blasfemo europeo» por parte del papa Pío IX, quien felicita al archivero de Reims por haber prohibido el libro. Renan tilda a Jesús de Nazaret de «anarquista»:

Lo que distingue, en efecto, a Jesús de los agitadores de su época y de los de todos los siglos es su perfecto idealismo. En ciertos aspectos, Jesús es un anarquista, porque no tiene ninguna idea del gobierno civil. Este gobierno le parece pura y simplemente un abuso. […] Todo magistrado le parece un enemigo natural de los hombres de Dios; anuncia a sus discípulos altercados con la política, sin pensar un solo momento que haya en ello motivo para avergonzarse. Pero nunca se manifiesta en él el intento de sustituir a los poderosos y a los ricos. Quiere aniquilar la riqueza y el poder, no apoderarse de ellos. Predice a sus discípulos persecuciones y suplicios, pero ni una sola vez deja entrever la idea de una resistencia armada.

Renan, Ernest (1968). Vida de Jesús. Madrid: EDAF. p. 136. [trad. de Agustín García Tirado].

No obstante, parece que no llega a ser excomulgado, aunque su obra fue incluida en el Index librorum prohibitorum. En España se publicaron varias obras refutadoras de la Vida de Jesús, entre ellas, un folleto provocador titulado La Vida de Jesús, impugnación de M. Renan (1863), de Miguel Sánchez, y La Virgen María y el Redentor de la humanidad (1866), del presbítero Emilio Moreno Cebada, en cuyo prólogo el canónigo de Barcelona Tomás Sivilla manifestaba que La vida de Jesús escrita por «el impío racionalista escéptico y panteísta Mr. Renan» había «arrancado un grito unánime de dolor e indignación a la sociedad cristiana».
Ítem más. En su discurso del 11 de marzo de 1882, titulado ¿Qué es una nación? (Qu'est-ce qu'une Nation?), el autor ofrece una idea bien distinta del término de la que se venía aceptando, comúnmente, hasta entonces. Según Renan, más que los componentes raciales o hasta la existencia de un idioma propio, lo que verdaderamente distingue a unas naciones de otras es el hecho de haber vivido una historia común, tiempos felices y trágicos, así como la determinación de querer vivir nuevos acontecimientos de esa misma manera. La religión, la raza, el idioma, la cultura, la comunidad de intereses o el territorio donde se asienta («lo que se llama las fronteras naturales») quedan así en un segundo plano:

Una nación es un alma, un principio espiritual. Dos cosas que no forman sino una, a decir verdad, constituyen esta alma, este principio espiritual. Una está en el pasado, la otra en el presente. Una es la posesión en común de un rico legado de recuerdos; la otra es el consentimiento actual, el deseo de vivir juntos, la voluntad de continuar haciendo valer la herencia que se ha recibido indivisa.

[…]

Resumo, señores: el hombre no es esclavo ni de su raza, ni de su lengua, ni de su religión, ni de los cursos de los ríos, ni de la dirección de las cadenas de montañas. Una gran agregación de hombres, sana de espíritu y cálida de corazón, [es lo que] crea una conciencia moral que se llama una nación.

Renan, Ernest (1882). ¿Qué es una nación? p. 10, 12. [ed. digital de Franco Savarino].

### Controversias
También su particular visión de los pueblos semitas y el islam ha sido duramente contestada. Para Renan, la cultura semítica está limitada por el dogmatismo, por lo que carece de una concepción cosmopolita de la historia; mientras que tacha a los semitas de «una raza incompleta», lo que ha llevado a ciertos autores a considerarlo uno de los padres del antisemitismo de mediados del siglo XIX y principios del XX, así como la punta de lanza de un colonialismo fundado sobre sus apreciaciones acerca de las «razas semitas» y su idea de nación. Hay que recordar al respecto que el autor basa el sentido de raza más en factores culturales (lingüísticos —«razas lingüísticas»— o religiosos) que étnicos, por lo que sus referencias a los semitas incluyen en la misma categoría a árabes y judíos, las denominadas «religiones del desierto».
Para acabar afirmando:

Si pudiera tener una segunda vida, ciertamente la consagraría a la historia griega, que aún es más bella, en ciertos aspectos, que la historia judía. De alguna manera, ellas son las dos historias matrices del mundo.

Renan, Ernest (1883). Le Judaïsme comme Race et comme Religion. París: Calmann-Lévy, Éditeurs.

O en otro momento:

El arte griego supera a todas las artes del mismo modo que el cristianismo destaca sobre las demás religiones…

Renan, Ernest (1947-1961). Œuvres Complètes IV. París: Calmann-Lévy, Éditeurs. p. 462.

El islam, por su parte, «[…] es la unión indiscernible de lo espiritual y lo temporal, es el reinado de un dogma, es la cadena más pesada que la humanidad haya cargado jamás».
Clasificación racial
Según el autor, la «raza inferior» está constituida por la población negra de África, los aborígenes de Australia y los indígenas de América; en el siguiente escalón, sitúa la denominada «raza intermedia», es decir, la «amarilla»: chinos, japoneses, tártaros y mongoles. Por último, en el nivel superior de esta clasificación, Renán coloca la «raza blanca», compuesta a su vez por las razas aria y semítica, que «tienen en común el rasgo soberano de la belleza». Lingüísticamente, por el contrario, considera que las lenguas semíticas se han visto estancadas en su desarrollo, mientras que las indoeuropeas han seguido evolucionando continuamente.
En cualquier caso, no debe considerarse a Renan como el creador de un corpus filosófico propio (quizá ni él mismo pretendió ser nunca un «filósofo coherente»), sino como el propagador de una serie de ideas basadas en el positivismo francés y el idealismo alemán, calificables indistintamente de panteistas, deistas o idealistas; y cuya aseveración fundamental sería la absoluta imposibilidad de una cierta relación con lo sobrenatural y, consecuentemente, de la participación de Dios («La existencia de Dios —queda— es posible, probable incluso…») en la historia de los hombres.

Los milagros son de esas cosas que no ocurren nunca; solo la gente crédula creen verlos; no se puede citar uno solo que haya ocurrido ante testigos capaces de comprobarlo; ninguna intervención particular de la Divinidad, ni en la confección de un libro ni en ningún otro acontecimiento, ha sido jamás probada.

Renan, Ernest (1968). Vida de Jesús. Madrid: EDAF. p. 19. [trad. de Agustín García Tirado].

## Obras

### Obra completa en francés

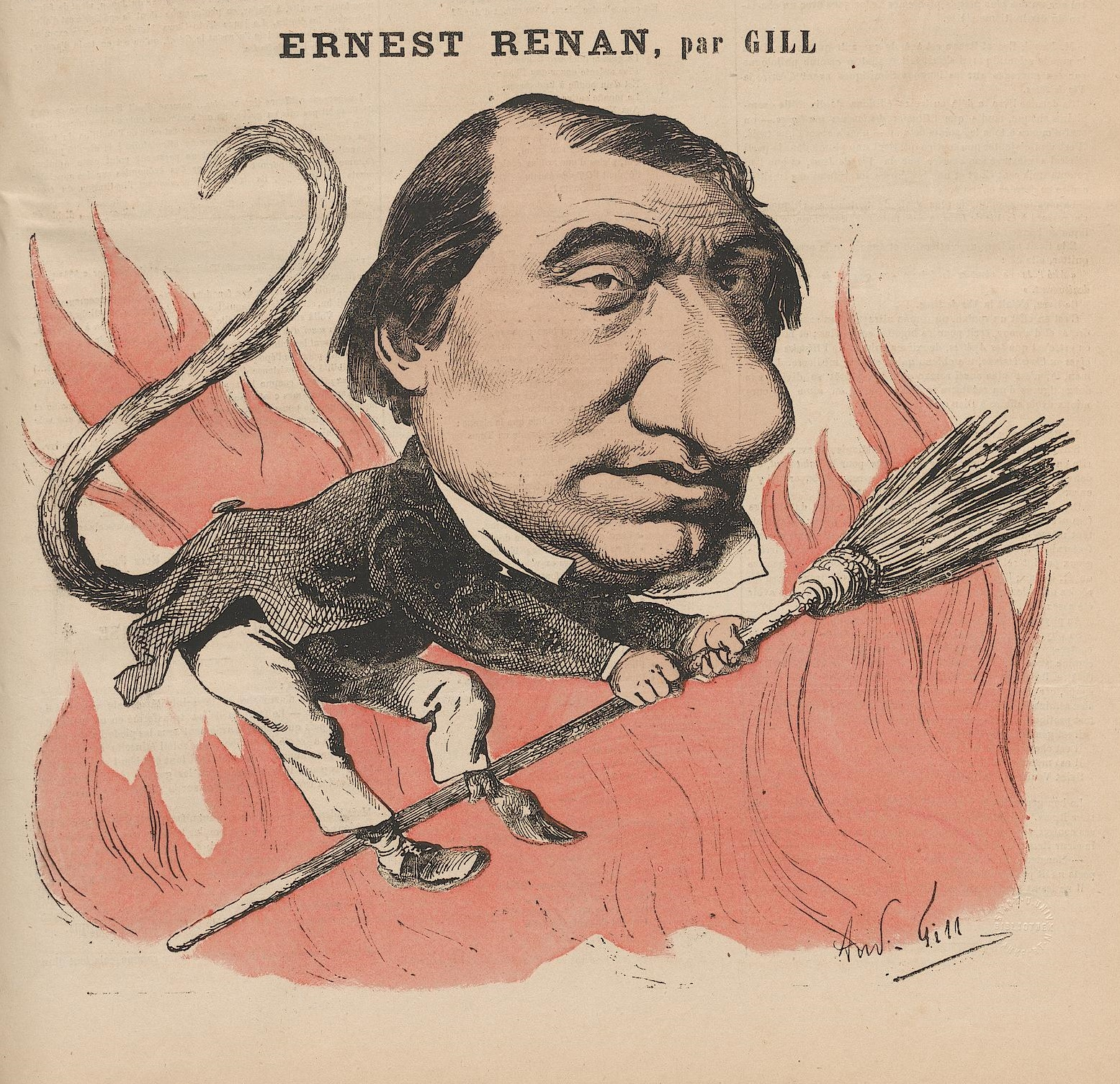
André Gill. Caricatura de Renan con aspecto de demonio; publicada el 11 de mayo de 1867 en la revista La Lune, n.º 62.

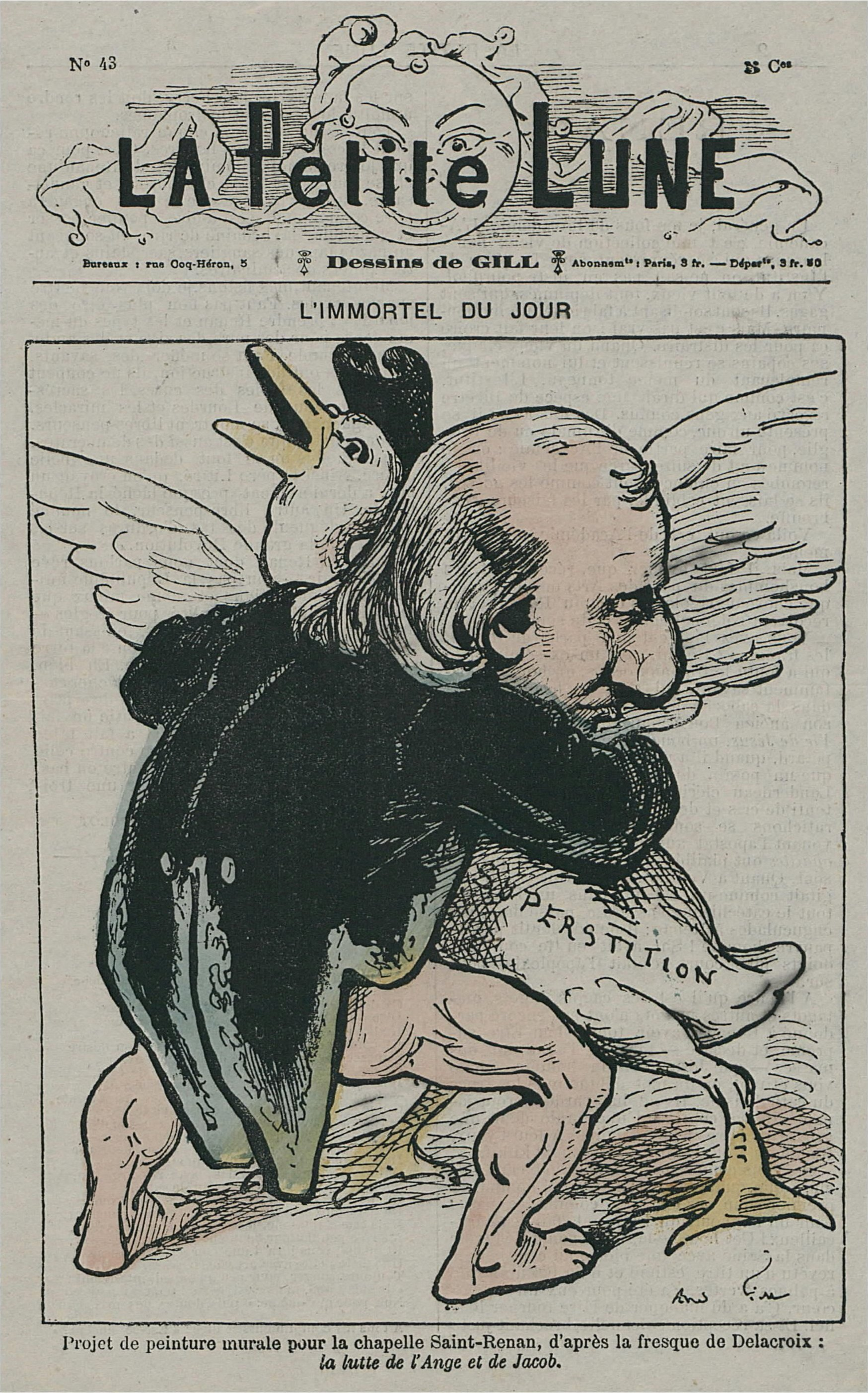
André Gill. Renan forcejeando con un ganso llamado «SUPERSTICIÓN»: proyecto de pintura mural para la capilla de San Renan, según el fresco de Delacroix Jacob luchando con el ángel; publicado en la revista La Petite Lune (1878-1879), n.º 43.

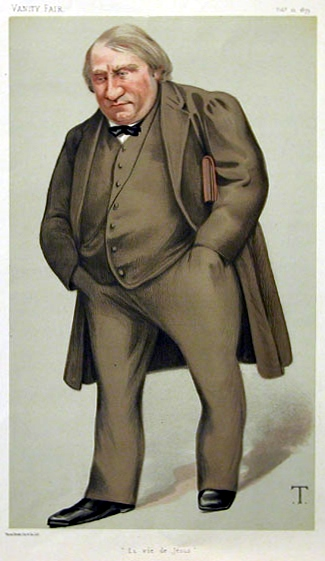
Théobald Chartran. «La vie de Jésus». Vanity Fair, 22 de febrero de 1879.

- (1848). De l'Origine du Langage. Ρaris: Michel Lévy Frères, Libraires-Éditeurs; 1858 [2.ª ed.]
- (1852). Averroës et l'Averroïsme [tesis doctoral]. Paris: De l'Imprimerie de Ch. Lahure (Maison Crapelet).
- (1852). De Philosophia Peripatetica apud Syros (Commentationem Historicam). Ρaris: A. Durand, Bibliopolam.
- (1854). La Poésie des Races Celtiques (L'Âme Bretonne). Paris: Revue des Deux Mondes [feb.]
- (1855). Histoire Générale et Système Comparé des Langues Sémitiques. Ρaris: Imprimé par Autorisation de l'Empereur à l'Imprimerie Impériale:
  - Histoire Générale des Langues Sémitiques.
  - Première Époque du Développement des Langues Sémitiques. Période Hébraïque.
  - Deuxième Époque du Développement des Langues Sémitiques. Période Araméenne.
  - Troisième Époque du Développement des Langues Sémitiques. Période Arabe.
  - Conclusions.
- (1857). Études d'Histoire Religieuse. Ρaris: Michel Lévy Frères, Libraires-Éditeurs.
- (1858). Le Livre de Job. Ρaris: Calmann-Lévy, Éditeurs.
- (1859). Essais de Morale et de Critique. Ρaris: Michel Lévy Frères, Libraires-Éditeurs [contiene La Poésie des Races Celtiques].
- (1860). Le Cantique des Cantiques. Ρaris: Michel Lévy Frères, Libraires-Éditeurs.
- (1862). Henriette Renan (Souvenir pour ceux qui l'ont Connue).[66] Paris: Calmann-Lévy, Éditeurs; 1895 [1.ª ed.]
- (1863-1883). Histoire des Origines du Christianisme [8 vv.]:
  - (1863). Vie de Jésus. Ρaris: Michel Lévy Frères, Libraires-Éditeurs.
  - (1866). Les Apôtres. Ρaris: Michel Lévy Frères, Libraires-Éditeurs [1.ª ed.]
  - (1869). Saint Paul. Ρaris: Michel Lévy Frères, Libraires-Éditeurs.
  - (1873). L'Antéchrist. Ρaris: Michel Lévy Frères, Libraires-Éditeurs.
  - (1877). Les Évangiles et la Seconde Génération Chrétienne (Livre cinquiéme qui comprend depuis la destruction de la nationalité juive jusqu'à la mort de Trajan). Paris: Calmann-Lévy, Éditeurs.
  - (1879). L'Église Chrétienne. Paris: Calmann-Lévy, Éditeurs.
  - (1882). Marc-Aurèle et la Fin du Monde Antique. Paris: Calmann-Lévy, Éditeurs.
  - (1883). Index Général (Avec une carte de l'extension du christianisme vers l'an 180). Paris: Calmann-Lévy, Éditeurs.
- (1864). Mission de Phénicie. Ρaris: Imprimerie Impériale.
- (1865). Prière sur l'Acropole.
- (1865). Histoire Littéraire de la France au XIVe Siècle [con Joseph-Victor Le Clerc].
- (1868). Questions Contemporaines. Ρaris: Michel Lévy Frères, Libraires-Éditeurs.
- (1870). La Monarchie Constitutionnelle en France. Ρaris: Michel Lévy Frères, Libraires-Éditeurs.
- (1871). La Réforme Intellectuelle et Morale. Ρaris: Michel Lévy Frères, Libraires-Éditeurs.
- (1875). Voyages: Italie (1849) – Norvège (1870).
- (1876). Dialogues et Fragments Philosophiques. Paris: Calmann-Lévy, Éditeurs; 1895 [4.ª ed.]
- (1878). Mélanges d'Histoire et de Voyages. Ρaris: Calmann-Lévy, Éditeurs.
- (1878-1886). Drames Philosophiques [4 vv.]:
  - (1878). Caliban [continuación de La Tempête]. Ρaris: Calmann-Lévy, Éditeurs.
  - (1881). L'Eau de Jouvence [continuación de Caliban]. Ρaris: Calmann-Lévy, Éditeurs.
  - (1885). Le Prêtre de Némi.[67]
  - (1886). L'Abbesse de Jouarre. Ρaris: Calmann-Lévy, Éditeurs.
- (1880). Conférences d'Angleterre. Ρaris: Calmann-Lévy, Éditeurs.
- (1882). L'Ecclésiaste. Ρaris: Calmann-Lévy, Éditeurs.
- (1882). Qu'est-ce qu'une Nation?  Archivado el 28 de septiembre de 2011 en Wayback Machine.
- (1883). Souvenirs d'Enfance et de Jeunesse. Ρaris: Calmann-Lévy, Éditeurs.
- (1884). Nouvelles Études d'Histoire Religieuse [incluye Premiers Travaux sur le Bouddhisme - Nouveaux Travaux sur le Bouddhisme]. Ρaris: Calmann-Lévy, Éditeurs.
- (1886). Le Prêtre de Nemi. Ρaris: Calmann-Lévy, Éditeurs [6.ª ed.]
- (1887). Discours et Conférences. Ρaris: Calmann-Lévy, Éditeurs [ed. electrónica de la Universidad de París, 2014].
- (1887-1893). Histoire du Peuple d'Israël [5 vv.]:[68]
  - Les Beni-Israël à l'état nomade jusqu'à leur établissement dans le pays de Chanaan - Les Beni-Israël à l'état de tribus fixées, depuis l'occupation du pays de Chanan jusqu'à l'établissement définitif de la royauté de David.
  - Le Royaume Unique - Les Deux Royaumes.
  - Le Royaume de Juda Seul - La Captivité de Babylone.
  - La Judée sous la Domination Perse - Les Juifs sous la Domination Grecque.
  - Autonomie Juive - Le Peuple Juif sous la Domination Romaine.
- (1889). Examen de Conscience Philosophique. Revue des Deux Mondes [t. 94, julio-agosto].
- (1890). L'Avenir de la Science (Pensées de 1848). Ρaris: Calmann-Lévy, Éditeurs.
- (1892). Feuilles Détachées [seguidas de Souvenirs d'Enfance et de Jeunesse]. Ρaris: Calmann-Lévy, Éditeurs.

Ediciones póstumas (relación incompleta)

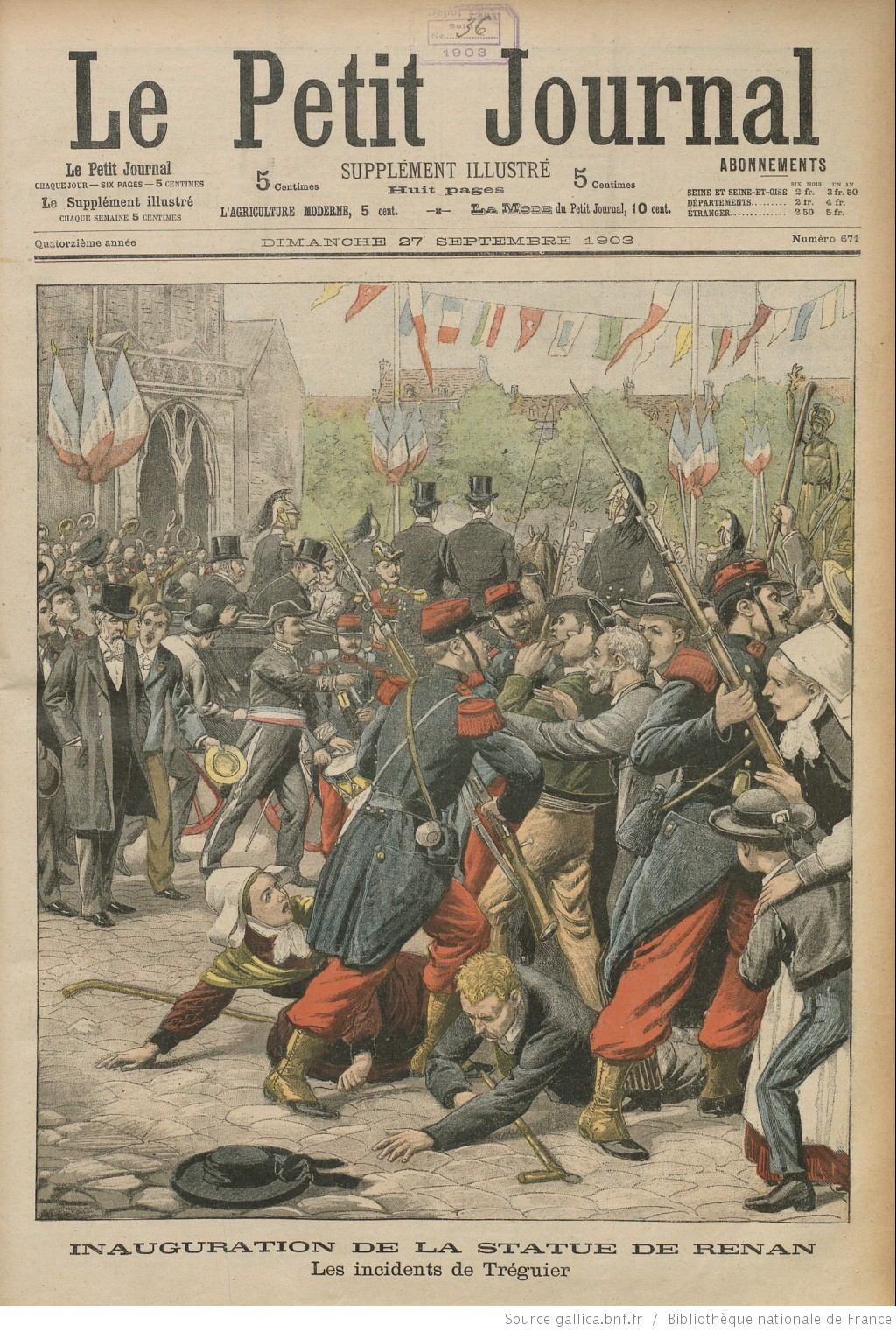
Noticia gráfica de los incidentes de Tréguier a raíz de la inauguración del monumento a Renan; publicada el domingo 27 de septiembre de 1903 en el suplemento ilustrado de Le Petit Journal, n.º 671.

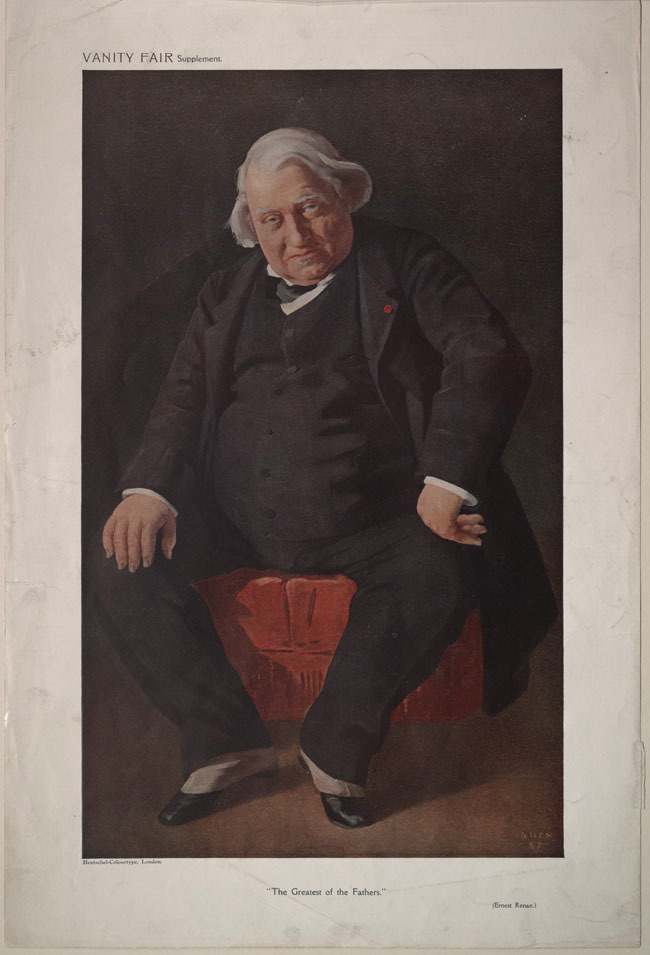
Jean Baptiste Guth. Ernest Renan («el mejor de los padres»); apareció el 5 de octubre de 1910 en la revista Vanity Fair, n.º 1247.

- (1842-1845). Lettres Intimes. Paris: Calmann-Lévy, Éditeurs; 1896 [precedidas de Ma Sœur Henriette].
- (1843-1857). Lettres a son Frère Alain. Paris: Auguste Blaizot, Libr.-Éditeur; 1925 [edición limitada de 315 ejemplares numerados con dos retratos inéditos de Ernest y Alain Renan].
- (1846-1850). Nouvelles lettres intimes. Paris: Calmann-Lévy, Éditeurs; 1923.
- (1895). Ma Sœur Henriette. Ρaris: Calmann-Lévy, Éditeurs [con ilustraciones de Ary Scheffer y Ary Renan, reproducidas mediante heliograbado].[69]
- (1898). E. Renan & M. Berthelot (Correspondance) [1847-1892]. Paris: Calmann-Lévy, Éditeurs.
- (1899). Études sur la Politique Religieuse du Règne de Philippe le Bel. Paris: Calmann-Lévy, Éditeurs.
- (1902). Lettres du Séminaire [1838-1846]. Paris: Calmann-Lévy, Éditeurs.
- (1904). Mélanges Religieux et Historiques. Ρaris: Calmann-Lévy, Éditeurs.
- (1905). Pages Choisies des Grands Écrivains [Ernest Renan]. Ρaris: Armand Colin; Calmann-Lévy, Éditeurs.
- (1906). Cahiers de Jeunesse [1845-1846]. Paris: Calmann-Lévy, Éditeurs.
- (1907). Nouveaux Cahiers de Jeunesse [1846]. Paris: Calmann-Lévy, Éditeurs.
- (1908). Patrice. Ρaris: Calmann-Lévy, Éditeurs [con ilustraciones de Ary Renan].
- (1914). Fragments Intimes et Romanesques. Ρaris: Calmann-Lévy, Éditeurs.
- (1921). Essai Psychologique sur Jésus-Christ. Ρaris: La Connaissance.
- (1923). Caliban - L'Eau de Jouvence. Paris: Calmann.
- (1926). Sur Corneille, Racine et Bossuet. Ρaris: Les Cahiers de Paris.
- (1927). Voyages: Italie (1849) – Norvège (1870). Ρaris: Éditions Montaigne.
- (1931). Travaux de Jeunesse [1843-1844]. Presses Universitaires de Strasbourg [edición de Jean Pommier].
- (1945). Ernest Renan et l'Allemagne. New York: Brentano's, Inc. [textos escogidos y comentados por Émile Buré].
- (1947-1961). ŒUVRES COMPLÈTES DE ERNEST RENAN [edición definitiva de Henriette Psichari]. Paris: Calmann-Lévy, Éditeurs
[10 vv.]:
  - Questions Contemporaines - La Réforme Intellectuelle et Morale - Dialogues et Fragments Philosophiques - Discours et Conférences.
  - Essais de Morale et de Critique - Mélanges d'Histoire et de Voyages - Souvenirs d'Enfance et de Jeunesse - Feuilles Détachées.
  - Averroës et l'Averroïsme - Drames Philosophiques - L'Avenir de la Science.
  - Vie de Jésus - Les Apôtres - Saint Paul - L'Antéchrist.
  - Les Évangiles et la Seconde Génération Chrétienne - L'Église Chrétienne - Marc-Aurèle.
  - Histoire du Peuple d'Israël.
  - Études d'Histoire Religieuse - Le Livre de Job - Le Cantique des Cantiques - L'Ecclésiaste - Conférences d'Angleterre - Nouvelles Études d'Histoire Religieuse.
  - De l'Origine du Langage - Histoire Générale des Langues Sémitiques - Histoire Littéraire de la France - Mélanges Religieux et Historiques.
  - Cahiers de Jeunesse - Ma Sœur Henriette - Lettres de Famille - Fragments Intimes et Romanesques.
  - Correspondance [1845-1892].
- (1986). Lettres inédites de Ernest Renan à ses éditeurs Michel & Calmann Lévy [introducción, notas y comentarios de Jean-Yves Mollier]. Ρaris: Calmann-Lévy, Éditeurs. ISBN 9782702115015.
- (1848). Histoire de l'étude de la langue grecque dans l'Occident de l'Europe depuis la fin du Ve siècle jusqu'à celle du XIVe [edición de Perrine Simon-Nahum]. Paris: Les Éditions du Cerf; 2009. ISBN 9782204085953.
- (1836-1892). Correspondance Générale d'Ernest Renan [está prevista la publicación de siete volúmenes]:
  - (1836-1845). Paris: Éditions Honoré Champion; 1995 [textos reunidos, clasificados y anotados por Jean Balcou]. ISBN 9782852034266.
  - (1845-1849). Paris: Éditions Honoré Champion; 2000 [textos reunidos, clasificados y anotados por Anne-Marie de Brem bajo la dirección de Jean Balcou]. ISBN 9782852036406.
  - (oct. 1849-dic. 1855). Paris: Éditions Honoré Champion; 2008 [textos reunidos, clasificados y anotados por Maurice Gasnier bajo la dirección de Jean Balcou]. ISBN 9782745317612.
  - (1856-1862). Paris: Éditions Honoré Champion; 2014 [textos reunidos, clasificados y anotados por Maurice Gasnier bajo la dirección de Jean Balcou]. ISBN 9782745325518.
  - (1863-1871). Paris: Éditions Honoré Champion; 2018 [textos reunidos, clasificados y anotados por Jean Balcou]. ISBN 9782745346858.

### Títulos incluidos en elIndex librorum prohibitorum[70]
|    | ID       | Título                                                      | Período de censura       | Tipo de censura                   |
| -- | -------- | ----------------------------------------------------------- | ------------------------ | --------------------------------- |
| 1  | 97026871 | Le Livre de Job                                             | 11 abr. 1859-            | Prohibido por motivos religiosos. |
| 2  | 97026881 | Averroës et l'Averroïsme                                    | 7 jul. 1859-             | Prohibido por motivos religiosos. |
| 3  | 97026911 | De l'Origine du Langage                                     | 7 jul. 1859-             | Prohibido por motivos religiosos. |
| 4  | 97026891 | Études d'Histoire Religieuse                                | 7 jul. 1859-             | Prohibido por motivos religiosos. |
| 5  | 97026901 | Histoire Générale et Système Comparé des Langues Sémitiques | 7 jul. 1859-             | Prohibido por motivos religiosos. |
| 6  | 97026921 | Le Cantique des Cantiques                                   | 10 sep. 1860-            | Prohibido por motivos religiosos. |
| 7  | 97026931 | Vie de Jésus                                                | 24 ago. 1863-            | Prohibido por motivos religiosos. |
| 8  | 97026941 | Les Apôtres                                                 | 11 jun. 1866-            | Prohibido por motivos religiosos. |
| 9  | 97026961 | Questions Contemporaines                                    | 12 jul. 1869-            | Prohibido por motivos religiosos. |
| 10 | 97026951 | Saint Paul                                                  | 12 jul. 1869-            | Prohibido por motivos religiosos. |
| 11 | 97026971 | Les Évangiles et la Seconde Génération Chrétienne           | 17 dic. 1877-            | Prohibido por motivos religiosos. |
| 12 | 97026981 | L'Antéchrist                                                | 27 jun. 1881-            | Prohibido por motivos religiosos. |
| 13 | 97026991 | L'Église Chrétienne                                         | 27 jun. 1881-            | Prohibido por motivos religiosos. |
| 14 | 9702700  | Marc-Aurèle et la Fin du Monde Antique                      | 3 abr. 1882-             | Prohibido por motivos religiosos. |
| 15 | 9702701  | L'Ecclésiaste                                               | 10 jul. 1882-            | Prohibido por motivos religiosos. |
| 16 | 9702702  | Nouvelles Études d'Histoire Religieuse                      | 19 dic. 1884-            | Prohibido por motivos religiosos. |
| 17 | 9702703  | Histoire du Peuple d'Israël                                 | 14 may. 1891-8 jun. 1894 | Prohibido por motivos religiosos. |
| 18 | 9702705  | Feuilles Détachées                                          | 14 jul. 1892-            | Prohibido por motivos religiosos. |
| 19 | 9702704  | Souvenirs d'Enfance et de Jeunesse                          | 14 jul. 1892-            | Prohibido por motivos religiosos. |

### Algunas ediciones en español
Renan influyó de manera explícita en autores como «Clarín», Palacio Valdés, Blasco Ibáñez o la Pardo Bazán, entre otros. No obstante, cabe resaltar que el número de sus obras que han sido traducidas al español en algún momento sigue resultando, con pocas excepciones, escaso.
- (1848). Origen del lenguaje. Trad. de J. Elías Matheu. Barcelona: Imprenta de Francisco Badía, 1905.
- (1852). Averroes y el averroísmo [2 vv.] Trad. de Edmundo González-Blanco. Valencia, 1910 [?]
- (1857). Estudios de historia religiosa. Trad. de Cristóbal Litrán. Valencia: F. Sempere, Editor; c. 1901.
- (1863-1881). Historia de los orígenes del cristianismo:
  - Vida de Jesús. Trad. de Agustín García Tirado. Madrid: EDAF, 1968.
  - Los Apóstoles. Trad. de Enrique L. de Verneuill. Barcelona, 1868. Trad. de Joaquín G. Bravo. Barcelona, 1901.
  - San Pablo. Trad. de Juan de la Cuesta. Barcelona, 1869.
  - El Anticristo [2 vv.] Trad. de Eusebio Heras Hernández. Valencia.
  - Los Evangelios y la segunda generación cristiana [2 vv.] Trad. de Carmen de Burgos Seguí. Valencia: F. Sempere y C.ª, Editores [s/f].
  - Marco Aurelio y el fin del mundo antiguo. Trad. de José Luis Fernández. Valencia, 1906.[71]
- (1871). La reforma intelectual y moral. Trad. de Carme Vilaginés. Barcelona: Península, 1972.
- ¿Qué es una nación? Conferencia dictada en la Universidad de París el 11 de marzo de 1882. Ed. digital: Franco Savarino, 2004.
- (1883). Memorias de infancia y de juventud. Trad. de Mónica Maragall y Marga Latorre. Barcelona: Ronsel, 1996. ISBN 8488413130.
- (1886). El cura de Nemi. Madrid: Arizón, 1924.
- (1887-1893). Historia del pueblo de Israel. Trad. de Juan Díaz Angelat. Barcelona: Orbis, 1985-1987. ISBN 8476343159.
- (1890). El porvenir de la Ciencia (Pensamientos de 1848). Trad. de Roberto Robert (hijo). Madrid, 1976. ISBN 8432503185.

Véase también
- Pérez Gutiérrez, Francisco (1988). Renan en España – Religión, ética y Política. Taurus Ediciones. ISBN 9788430621897.

### Artículos
- REVUE DES DEUX MONDES

### Discursos y trabajos académicos
- (3 de abril de 1879). Discours de Réception d'Ernest Renan
- (4 de agosto de 1881). Discours sur les Prix de Vertu
- (27 de abril de 1882). Réponse au Discours de Réception de Louis Pasteur
- (25 de mayo de 1882). Réponse au Discours de Réception de Victor Cherbuliez
- (23 de abril de 1885). Réponse au Discours de Réception de Ferdinand de Lesseps
- (21 de octubre de 1887). Funérailles de M. Cuvillier-Fleury
- (25 de octubre de 1887). Discours du Président des Cinq Académies
- (20 de diciembre de 1887). Inauguration de la Statue de M. Edmond About
- (21 de febrero de 1889). Réponse au Discours de Réception de Jules Claretie

## Hallazgos arqueológicos
Se recogen en esta relación algunas de las piezas más destacadas descubiertas por Renan durante sus numerosos viajes especialmente a Oriente Próximo, varias de las cuales se han conservado hasta ahora en el Museo del Louvre, y cuya autenticidad fue puesta en duda en su momento (octubre de 1861) por los denominados ultramontanos.
| Objeto | Descripción                                                              | Material      | Dimensiones        | Período                         | Descubrimiento                                             | Procedencia                                                            | Ubicación actual | N.º de inventario |
| ------ | ------------------------------------------------------------------------ | ------------- | ------------------ | ------------------------------- | ---------------------------------------------------------- | ---------------------------------------------------------------------- | ---------------- | ----------------- |
|        | Sarcófago decorado con rostro femenino.                                  | Mármol        | 59 x 20 x 64 cm    | 325/300 a. C.                   | 1861                                                       | Sidón, Fenicia (actual Líbano)                                         | Museo del Louvre | AO 4807           |
|        | Fragmento de estela decorada con cabeza de muchacha.                     | Alabastro     | 43,50 x 32 x 16 cm | Finales del s. IV a. C.         | 1860-1861                                                  | Arwad, antigua Arados (actual Siria)                                   | Museo del Louvre | AO 4815           |
|        | Relieve inscrito de época romana dedicado a Apolo y su hermana Artemisa. | Piedra caliza |                    |                                 | 1861 [?]                                                   | Douweir, cerca de Tiro (actual Líbano)                                 | Museo del Louvre | AO 4877           |
|        | Cipo funerario.                                                          | Piedra caliza |                    | ss. II-III d. C.                | 1861-1862                                                  | Sidón, Fenicia (actual Líbano)                                         | Museo del Louvre | AO 4930           |
|        | Cipo funerario.                                                          | Piedra caliza |                    | ss. II-III d. C.                | 1861-1862                                                  | Sidón, Fenicia (actual Líbano)                                         | Museo del Louvre | AO 4933           |
|        | Cipo funerario.                                                          | Mármol        |                    | ss. II-III d. C.                | 1861-1862                                                  | Sidón, Fenicia (actual Líbano)                                         | Museo del Louvre | AO 4935           |
|        | Cipo funerario.                                                          | Piedra caliza |                    | ss. II-III d. C.                | 1861-1862                                                  | Sidón, Fenicia (actual Líbano)                                         | Museo del Louvre | AO 4946           |
|        | Sarcófago decorado con guirnaldas y fauces de leones.                    | Piedra caliza | 230 x 93 x 98 cm   | ss. II-principios del III d. C. | 1861-1862                                                  | Sidón, Fenicia (actual Líbano)                                         | Museo del Louvre | AO 4962           |
|        | Sarcófago antropoide femenino.                                           | Mármol blanco | 220 x 70 x 66 cm   | c. 400 a. C.                    | Excavado por Charles Gaillardot durante la campaña de 1861 | Necrópolis de Magharat Tabloun, antigua Sidón, Fenicia (actual Líbano) | Museo del Louvre | AO 4968           |

## Distinciones y reconocimientos

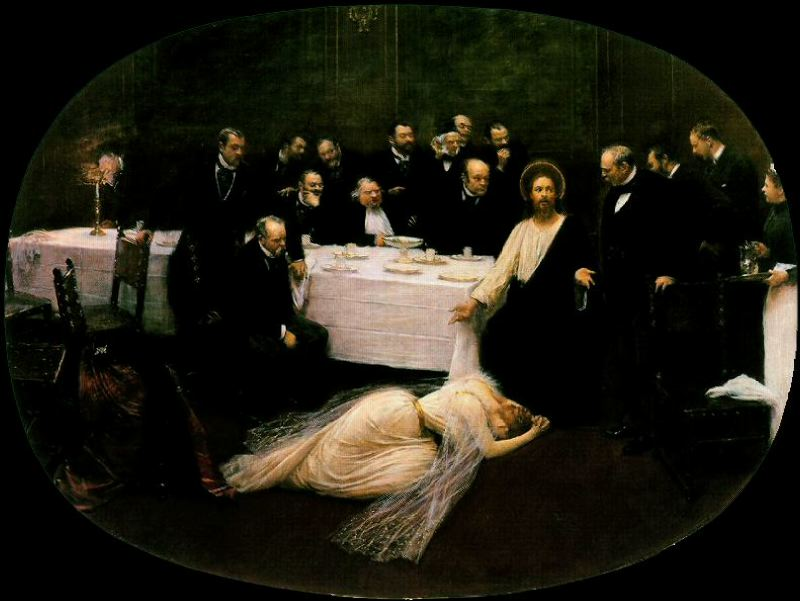
Jean Béraud. Santa María Magdalena en casa de Simón el fariseo. 1891. Óleo sobre lienzo. 104 x 131 cm. Museo de Orsay. Aparecen representados en la obra Antoine Duc-Quercy (Jesús de Nazaret), Liane de Pougy (María Magdalena), Ernest Renan, Hippolyte Taine, Jean-Jacques Weiss, John Lemoinne, Edmond Taigny, Michel Eugène Chevreul, Alexandre Dumas (hijo), Adrien Proust y el propio Jean Béraud.

Entre otras distinciones y reconocimientos, Renan fue miembro de la Academia Francesa, Academia de Inscripciones y Lenguas Antiguas (desde 1856), Academia de Ciencias de San Petersburgo (actual Academia de Ciencias de Rusia), la Société Asiatique (de la que fue presidente desde 1884 hasta su fallecimiento en 1892), gran oficial de la Legión de Honor y «administrador» del Collège de France. En 1847, con 24 años, obtuvo el premio Volney por su Essai historique et théorique sur les langues sémitiques en général et sur la langue hébraïque en particulier, publicado parcialmente en 1855 como Histoire Générale des Langues Sémitiques.
| Predecesor: Claude Bernard | Silla 29 Academia Francesa 1878-1892 | Sucesor: Paul-Armand Challemel-Lacour |

El 4 de octubre de 1968, se crea la Société des Études Renaniennes (Sociedad de Estudios Renanianos), ubicada en el n.º 16 de la rue Chaptal de París.
En 1973, con ocasión del 150.º aniversario de su nacimiento, el Servicio de Correos de Francia emite un sello conmemorativo con la efigie del escritor.
Se le han dedicado también una serie de calles y avenidas de Bélgica y Francia:
 Bélgica
- Avenue Ernest Renan, Bruselas 50°51′59.6″N 4°22′46.4″O / 50.866556, -4.379556.

 Francia
- Rue Ernest Renan, Besançon 47°13′57.9″N 6°01′32.1″O / 47.232750, -6.025583.
- Rue Ernest Renan, Issy-les-Moulineaux 48°49′36.3″N 2°16′48.6″O / 48.826750, -2.280167.
- Avenue Ernest Renan, Lannion 48°43′53.9″N 3°27′48.9″O / 48.731639, -3.463583.
- Rue Ernest Renan, Mamers 48°20′52.6″N 0°21′41.6″O / 48.347944, -0.361556.
- Rue Ernest Renan, Navenne 47°36′43.3″N 6°09′00.9″O / 47.612028, -6.150250.
- Rue Ernest Renan, Orleans 47°50′13.4″N 1°55′47.9″O / 47.837056, -1.929972.
- Avenue Ernest Renan, París 48°49′52.4″N 2°17′01.4″O / 48.831222, -2.283722.
- Rue Ernest Renan, París 48°49′44.6″N 2°16′58.5″O / 48.829056, -2.282917.
- Rue Ernest Renan, Tréguier 48°47′16.3″N 3°13′48.9″O / 48.787861, -3.230250.

Véase también
- Ernest Renan, crucero acorazado de la Marina francesa.
- Lethève, M. Jacques; otros (1974). Catalogue d'Exposition Ernest Renan. París: Bibliothèque Nationale [XVIII + 181 pp.] «Una detallada cronología repasa las etapas de la vida de Renan. Repartidas en diez secciones, las setecientas piezas expuestas, procedentes de colecciones públicas y privadas, ilustran de manera completa y novedosa la evolución de un hombre tan apasionadamente discutido durante su vida como después de su muerte. Del seminarista de Saint-Sulpice al sabio orientalista, del patriota al académico, todos los aspectos de una personalidad tan compleja quedan reflejados en estas breves pero sugestivas muestras, apoyados en un aparato bibliográfico escrito y actualizado con erudición por los señores Villa, Pérec y Massip, conservadores de la Biblioteca Nacional».[74]
- Museo Ernest Renan, Tréguier (Bretaña).
- Museo de la Vida Romántica (Musée de la Vie Romantique). Antigua propiedad del pintor Ary Scheffer, quien se instala en ella en julio de 1830, conserva junto a otros recuerdos del escritor varios retratos de la época. Destaca entre estos un óleo sobre lienzo realizado por su suegro, Henry Scheffer, en 1860; ingresó en el museo en 1991.

Se custodian también los siguientes:
| Obra | Autor                  | Descripción iconográfica | Fecha   | Material      | Dimensiones     | Fecha de ingreso en el museo | N.º de inventario |
| ---- | ---------------------- | ------------------------ | ------- | ------------- | --------------- | ---------------------------- | ----------------- |
|      | René de Saint-Marceaux | Busto de Ernest Renan    | 1883    | Yeso patinado | 61 x 35 x 50 cm | 25 mar. 2002                 | 2002.3            |
|      | Léopold Bernstamm      | Busto de Ernest Renan    | c. 1885 | Gres          | 52 x 50 x 53 cm | 1991                         | CSR S3            |

- Renan (Virginia). Comunidad no incorporada en la región noreste del condado de Pittsylvania (Estados Unidos). Fue llamada así en su honor a finales del siglo XIX.